# Tomasz Szymkowiak
Tomasz Szymkowiak (né le 5 juillet 1983 à Września) est un athlète polonais, spécialiste des courses de fond et particulièrement du 3 000 m steeple.
Sur le steeple, son meilleur temps est de 8 min 18 s 23 obtenu à Paris Saint-Denis le 16 juillet 2010. Il a remporté cette épreuve lors des Championnats d'Europe d'athlétisme par équipes 2010. Il a été finaliste de l'épreuve des Championnats d'Europe d'athlétisme 2010 en 8 min 23 s 37. Il a participé aux Jeux olympiques 2008.